# Julius Petersen (læge)
 Der er flere personer med dette navn, se Julius Petersen.
Jacob Julius Petersen (født 29. december 1840 i Rønne, død 28. maj 1912 i København) var en dansk læge og medicinhistoriker, far til Hans og Jon Julius Munch-Petersen.
Petersen var søn af urmager, senere folketingsmedlem Jeppe Findanus Petersen. Han tog medicinsk eksamen i 1865 og blev Dr. med. i 1869 (Lungesvindsotens og Tuberkulosens omtvistede Kontagiøsitet og Inokulabilitet). Efter flere udenlandsrejser blev han kommunelæge i 1872 og begyndte i 1874 som privatdocent at holde medicinskhistoriske forelæsninger; i 1889 blev han imidlertid docent, og i 1893 oprettedes der et personligt professorat for ham.
Når Petersens virksomhed fik en så indgribende betydning, som tilfældet virkelig var, skyldes det ingenlunde, at han var talsmand for et hidtil måske lidet påagtet fag. Den medicinhistoriske interesse havde allerede på Thomas Bartholins tid sat sig litterære spor, og fra 1802 under Johann Clemens Tode havde faget været doceret regelmæssigt, om end med afbrydelser. Det skyldtes snarere, at hans litterære produktion, i hvilken der kan påpeges en national og en international retning, altid var fremragende og bragte hans navn langt ud over landets grænser. 
Af hans nationale arbejder er den store række biografier over danske læger, som han skrev i Biografisk Leksikon, og som samlede fylder mere end et bind af dette store værk, væsentligst. De viser hans elegante stil, hans undersøgelses alsidighed og bringer en fylde af oplysninger, man forgæves søger andetsteds. Til disse slutter sig afhandlinger og bøger omhandlende den danske medicinske storhedstid og perioden 1700—1750 og dens ledende personer. Også når Petersen arbejdede med den internationale medicin, forstod han at indpasse de danske forhold i systemerne, og hans bøger, der beskedent kaldte sig "Hovedmomenter", der ikke tilstræbte noget helt generelt, blev derfor, om man vil, håndbøger. De indførtes da også som lærebøger ved tyske universiteter. Ingen har som Petersen formået at skildre de medicinske systemer og deres udvikling og rækkefølge, ligesom han også i biografierne lægger stor vægt på den enkelte persons forhold til sin tidsalder. I det hele er Petersen en af de meget få, der har kunnet skrive større medicinskhistoriske 
oversigter på basis af de almindelig historiske forhold. Udenlands nød han stor anseelse og indvalgtes i redaktionen af det internationale tidsskrift "Janus", da dette stiftedes i 1896; han stod i venskabsforhold til mange udenlandske lærde (som Pagel, Daniëls og flere), var medlem af flere udenlandske selskaber og holdt forelæsninger i de nordiske hovedstæder. Uden egentlig at have dannet en skole havde han dog så mange elever, at der kunne overrækkes ham et festskrift på hans 70 års fødselsdag 1910, det første, nogen dansk læge har fået. Af hans bøger og afhandlinger er følgende de væsentligste: 
- "Hovedmomenter i den med. Lægekunsts hist. Udvikling" (1876, tysk Udg. 1877),
- "Hovedmomenter i den med. Kliniks ældre Historie" (1889, tysk Udg. 1890),
- "Om Lægen Christian Johann Berger" (1891),
- "Koppeinokulationen i det 18, Aarh. særlig i Danmark-Norge" (1891),
- "Koleraepidemierne med særligt Hensyn til Danmark" (1892),
- "Den danske Lægevidenskab 1700—1750" (1893),
- "Kopper og Koppeindpodning" (1896),
- "Bartholinerne og Kredsen om dem" (1898).

En bibliografi findes i "Janus" 1912, skrevet af Johnsson.
Petersen blev Ridder af Dannebrog 1898 og Dannebrogsmand 1911.
Han er begravet på Vestre Kirkegård.